# Dhenkanal (Staat)
Dhenkanal war ein Fürstenstaat Britisch-Indiens im heutigen Bundesstaat Odisha. Es wurde um 1530 von einem Khurda-Rajputen gegründet und war von Anfang des 19. Jahrhunderts bis 1947 britisches Protektorat. Dhenkanal hatte 1941 eine Fläche von 3789 km² und 324.000 Einwohner. 
Raja Shankar Pratap Singh (1918–56) schloss sich im August 1947 der Eastern States Union an. Am 1. Januar 1948 wurde diese Union aufgelöst und Dhenkanal Orissa (Odisha) und damit Indien eingegliedert. Am 1. November 1956 wurden alle Fürstenstaaten aufgelöst. Der Raja, der 1929–46 der indischen Fürstenkammer angehört hatte, ging in die Politik und war 1957–61 Mitglied des Parlaments von Orissa und 1964–65 des indischen Oberhauses.